# The Phantom of the Opera (nummer)
"The Phantom of the Opera" is een nummer uit de gelijknamige musical uit 1986. Het is gecomponeerd door Andrew Lloyd Webber en de tekst is geschreven door Charles Hart en Richard Stilgoe, met aanvullende tekst van Mike Batt. Het werd oorspronkelijk opgenomen door Sarah Brightman en Steve Harley, die er in 1986 in het Verenigd Koninkrijk een top 10-hit mee scoorden. In de musical werd het gezongen door Brightman en Michael Crawford, in hun rollen als respectievelijk Christine Daaé en het Spook.

## Achtergrond
"The Phantom of the Opera" wordt in de musical gezongen tijdens de eerste akte, na "Angel of Music (The Mirror)" en voor "The Music of the Night". In de tweede akte is een reprise te horen aan het einde van "Notes/Twisted Every Way". Het nummer wordt gezongen terwijl Christine door het Spook wordt begeleid naar zijn boot in een ondergrondse gang bij het Opéra Garnier.
In januari 1986 werd de oorspronkelijke opname van "The Phantom of the Opera" uitgebracht als single ter promotie van de musical, die in oktober van dat jaar in première ging. Het werd gezongen door Sarah Brightman en Steve Harley. Harley werd oorspronkelijk ook gecast voor de rol van het Spook in de musical, maar enkele dagen voordat de cast aan het publiek bekend werd gemaakt, hoorde hij dat hij zou worden vervangen door Michael Crawford.
Op de B-kant van de single stond het nummer "Overture - The Phantom of the Opera", een twee minuten durende instrumentale versie van de A-kant. De single werd geproduceerd door Mike Batt en Andrew Lloyd Webber. In het Verenigd Koninkrijk stond het tien weken in de hitlijsten, met een zevende plaats als hoogste notering. In Ierland kwam de single tot de elfde plaats.

## Plagiaat
In 1990 werd Lloyd Webber aangeklaagd door singer-songwriter Ray Repp, die beweerde dat "The Phantom of the Opera" de melodie gebruikte van zijn nummer "Till You" uit 1978. Lloyd Webber reageerde hierop door te zeggen dat hij delen van zijn oudere nummer "Close Every Door" uit de musical Joseph and the Amazing Technicolor Dreamcoat gebruikte, en dat beide nummers elementen uit composities van Bach, Grieg en Holst bevatten. In 1994 werd Lloyd Webber door de rechter in het gelijk gesteld.

## Covers
"The Phantom of the Opera" werd in 2002 gecoverd door de Finse symfonische metalband Nightwish op hun album Century Child, waarop de zang werd verzorgd door bandleden Marco Hietala en Tarja Turunen. In 2019 zong Floor Jansen het nummer als Nightwish-zangeres in duet met operazanger Henk Poort in het televisieprogramma Beste Zangers, waar zij internationaal waardering voor kregen. Deze versie bereikte de dertiende plaats in de Nederlandse Tipparade en de 52e plaats in de Single Top 100. Poort speelde zelf al het Spook in de Nederlandse versie van de musical; in 1994 stond een Nederlandstalige versie van het titelnummer als duet met Joke de Kruijf al in de Mega Top 50, waarin het tot plaats 35 kwam.

## Hitnoteringen

### Henk Poort & Joke de Kruijf

#### Mega Top 50
| Hitnotering: 09-04-1994 t/m 30-04-1994 | Hitnotering: 09-04-1994 t/m 30-04-1994 | Hitnotering: 09-04-1994 t/m 30-04-1994 | Hitnotering: 09-04-1994 t/m 30-04-1994 | Hitnotering: 09-04-1994 t/m 30-04-1994 | Hitnotering: 09-04-1994 t/m 30-04-1994 |
| Week                                   | 1                                      | 2                                      | 3                                      | 4                                      |                                        |
| -------------------------------------- | -------------------------------------- | -------------------------------------- | -------------------------------------- | -------------------------------------- | -------------------------------------- |
| Positie                                | 46                                     | 40                                     | 35                                     | 41                                     | uit                                    |

### Floor Jansen & Henk Poort

#### Single Top 100
| Hitnotering: 19-10-2019 t/m 26-10-2019 | Hitnotering: 19-10-2019 t/m 26-10-2019 | Hitnotering: 19-10-2019 t/m 26-10-2019 | Hitnotering: 19-10-2019 t/m 26-10-2019 |
| Week                                   | 1                                      | 2                                      |                                        |
| -------------------------------------- | -------------------------------------- | -------------------------------------- | -------------------------------------- |
| Positie                                | 52                                     | 90                                     | uit                                    |

#### NPO Radio 2 Top 2000
| Nummer met noteringen in de NPO Radio 2 Top 2000 | '19  | '20 | '21 | '22 | '23 | '24 |
| ------------------------------------------------ | ---- | --- | --- | --- | --- | --- |
| The Phantom of the Opera                         | 1322 | 105 | 75  | 68  | 99  | 104 |

1. ↑  Een vetgedrukt getal geeft de hoogste notering aan.
2. ↑  2019 was het eerste jaar met een notering voor dit nummer.